# Hetaerina
Hetaerina là một chi chuồn chuồn kim thuộc họ Calopterygidae. Tiếng Anh thường gọi là Rubyspot do phần gốc cánh con đực có màu đỏ đậm.
Chi có các loài sau:
- Hetaerina amazonica Sjöstedt, 1918
- Hetaerina americana (Fabricius, 1798) - American Rubyspot[3]
- Hetaerina auripennis (Burmeister, 1839)
- Hetaerina aurora Ris, 1918
- Hetaerina brightwelli (Kirby, 1823)
- Hetaerina caja (Drury, 1773)
- Hetaerina capitalis Selys, 1873
- Hetaerina charca Calvert, 1909
- Hetaerina cruentata (Rambur, 1842)
- Hetaerina curvicauda Garrison, 1990 - Hook-tipped Rubyspot[4]
- Hetaerina duplex Selys, 1869
- Hetaerina erythrokalamus  Garrison, 1990
- Hetaerina flavipennis Garrison, 1990
- Hetaerina fuscoguttata Selys, 1878
- Hetaerina gallardi Machet, 1989
- Hetaerina hebe Selys, 1853
- Hetaerina indeprensa Garrison, 1990
- Hetaerina infecta Calvert, 1901
- Hetaerina laesa Hagen năm Selys, 1853
- Hetaerina longipes Hagen năm Selys, 1853
- Hetaerina majuscula Selys, 1853
- Hetaerina medinai Rácenis, 1968
- Hetaerina mendezi Jurzitza, 1982
- Hetaerina miniata Selys, 1879
- Hetaerina moribunda Hagen năm Selys, 1853
- Hetaerina mortua Hagen năm Selys, 1853
- Hetaerina occisa Hagen năm Selys, 1853
- Hetaerina pilula Calvert, 1901
- Hetaerina proxima Selys, 1853
- Hetaerina rosea Selys, 1853
- Hetaerina rudis Calvert, 1901 - Guatemalan Rubyspot[5]
- Hetaerina sanguinea Selys, 1853
- Hetaerina sempronia Hagen năm Selys, 1853
- Hetaerina simplex Selys, 1853
- Hetaerina titia (Drury, 1773) - Smoky Rubyspot[3]
- Hetaerina vulnerata Hagen năm Selys, 1853 - Canyon Rubyspot[3]
- Hetaerina westfalli Rácenis, 1968